# Höllentorkopf
Der Höllentorkopf ist ein Berg im Wettersteingebirge, der den nördlichen Ausläufer der Alpspitze abschließt. Sein Gipfel erreicht eine Höhe von 2150 m.

## Lage und Umgebung
Der Höllentorkopf schließt den nördlichen Ausläufer der Alpspitze als markanten Eckpfeiler ab. Während seine Nordwestwand ebenso wie die Südwestwand steil ins Höllental abbrechen, zieht vom Gipfel nach Südosten ein Grat in Richtung Osterfelder.
Der Gipfel des Höllentorkopf ist ein idealer Aussichtspunkt für einen Blick auf die Zugspitze, ins Höllental, auf die Südwände des Waxensteinkammes und ins Loisachtal.

## Stützpunkte und Wege
Der feste Fels, die kurzen Wege zu den Einstiegen und die ideale Erreichbarkeit über die Alpspitzbahn-Bergstation 2050 m machen den Höllentorkopf zu einem sehr beliebten Ziel für Klettertouren im Schwierigkeitsgrad IV – VIII- (UIAA). 
Die Routen der Südwestwand sind von der Bergstation über die Rinderscharte und den gut angelegten Rinderweg bequem zu erreichen. Zu den Routen der Nord- und Nordostwand gelangt man über das Hupfleitenjoch 1754 m und den von dort in Richtung Knappenhäuser ziehenden Steig.
Die leichteste Route auf den Gipfel des Höllentorkopfes führt über den Südostgrat und liegt im Schwierigkeitsgrad II.

## Bildgalerie

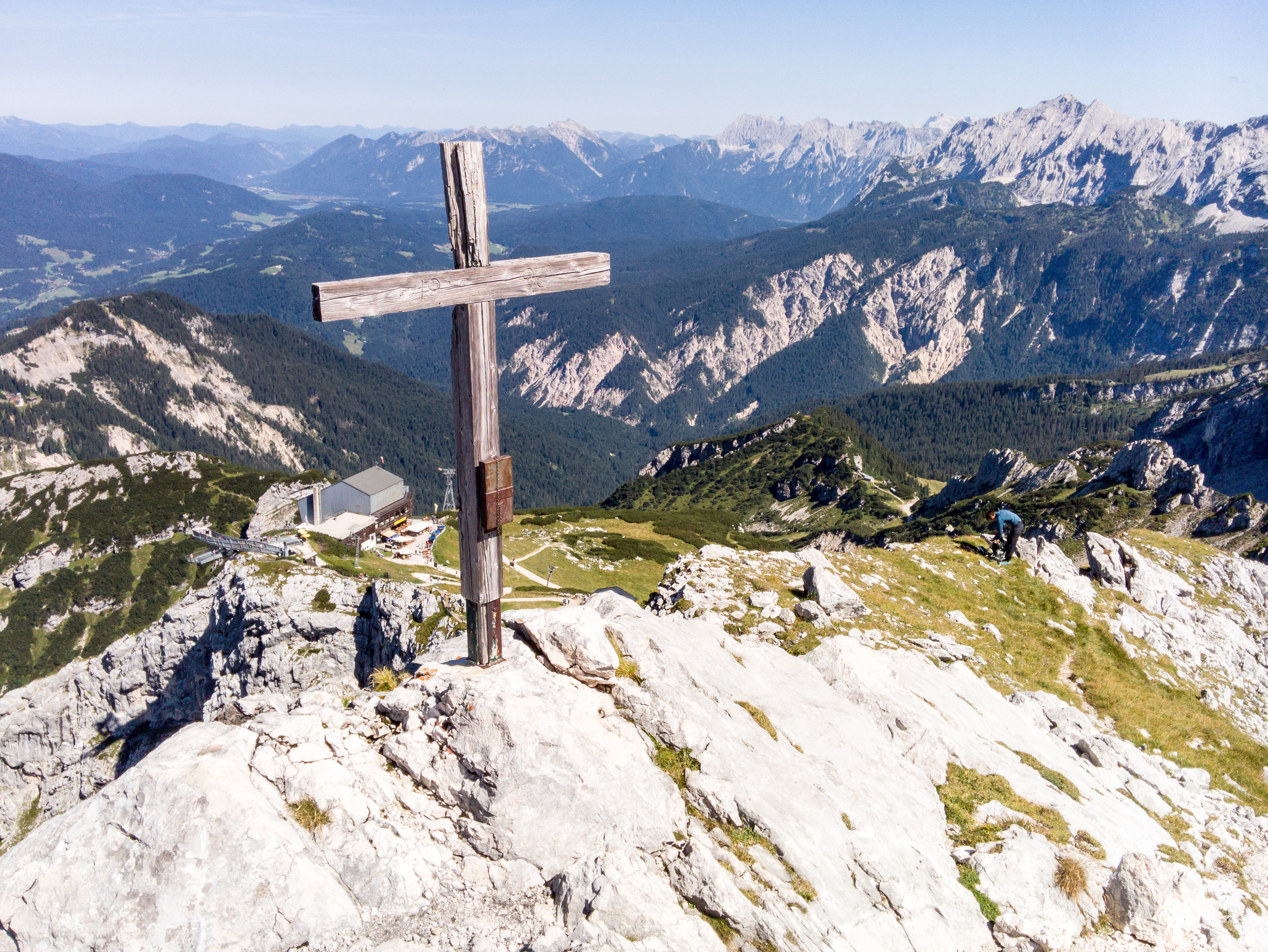
Höllentorkopf Gipfel Blick Richtung Osterfelderkopf
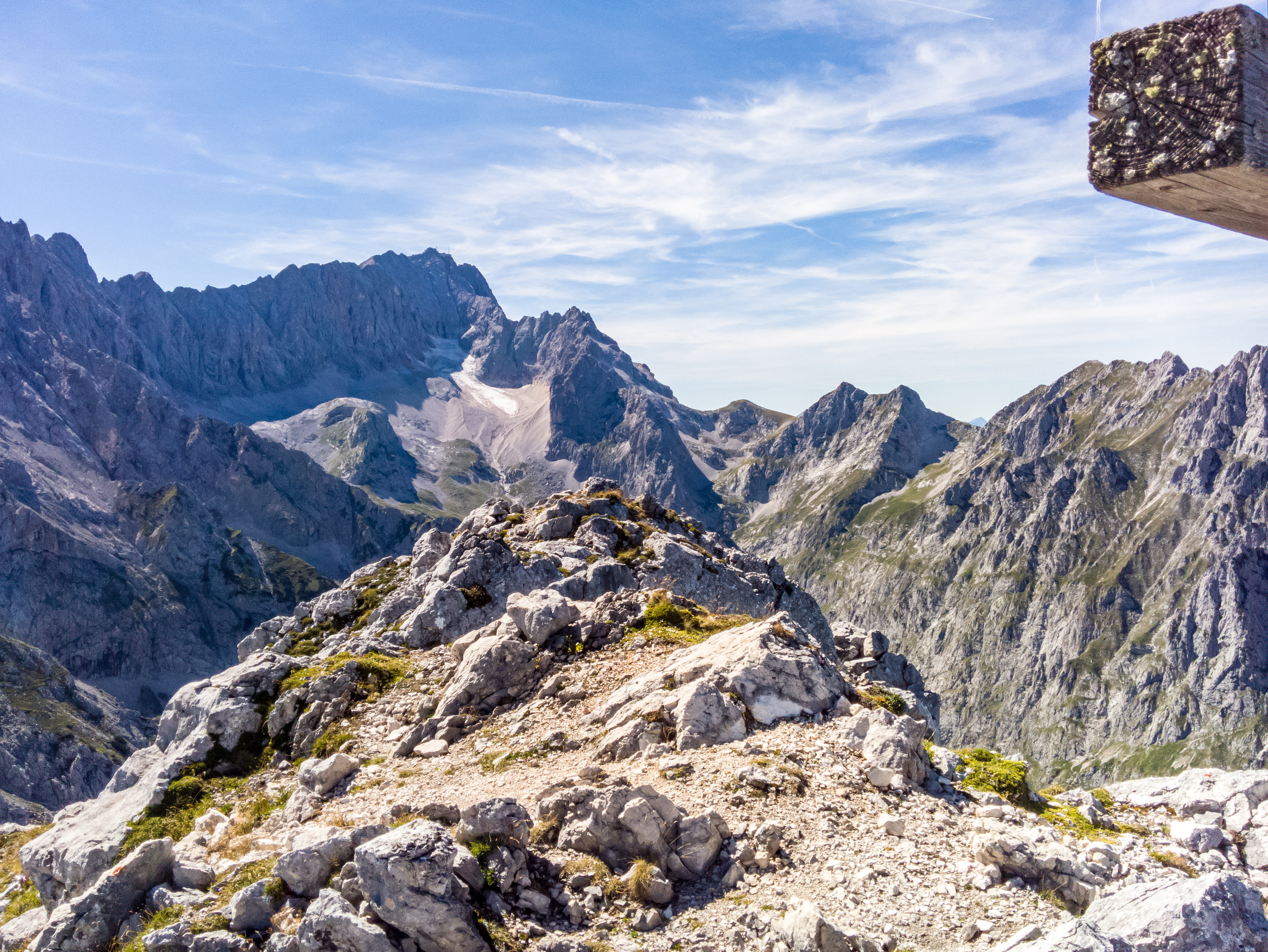
Höllentorkopf Gipfel Blick Richtung Zugspitze
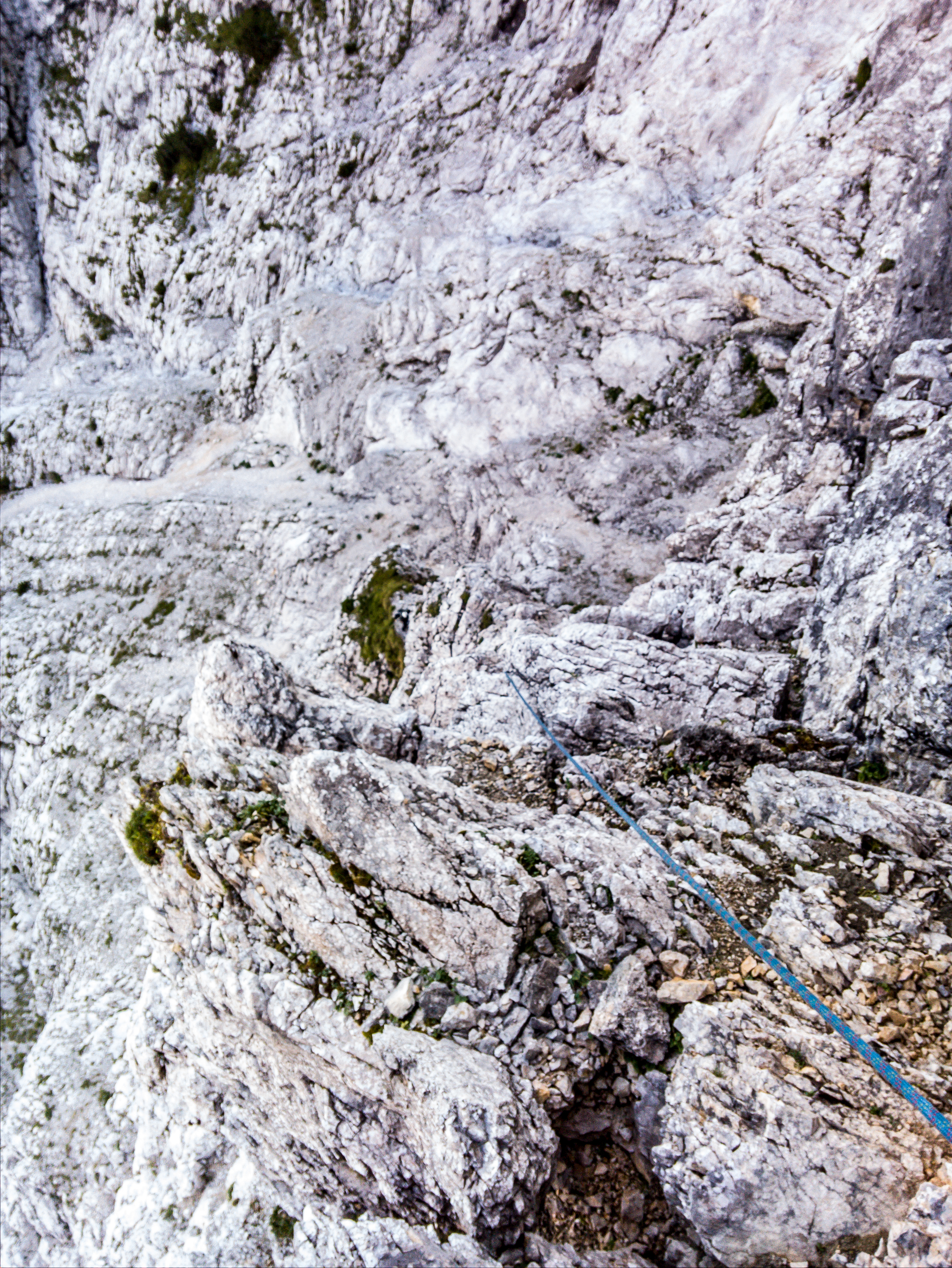
Höllentorkopf Nordkante Einstieg (aus der Nordkante fotografiert)
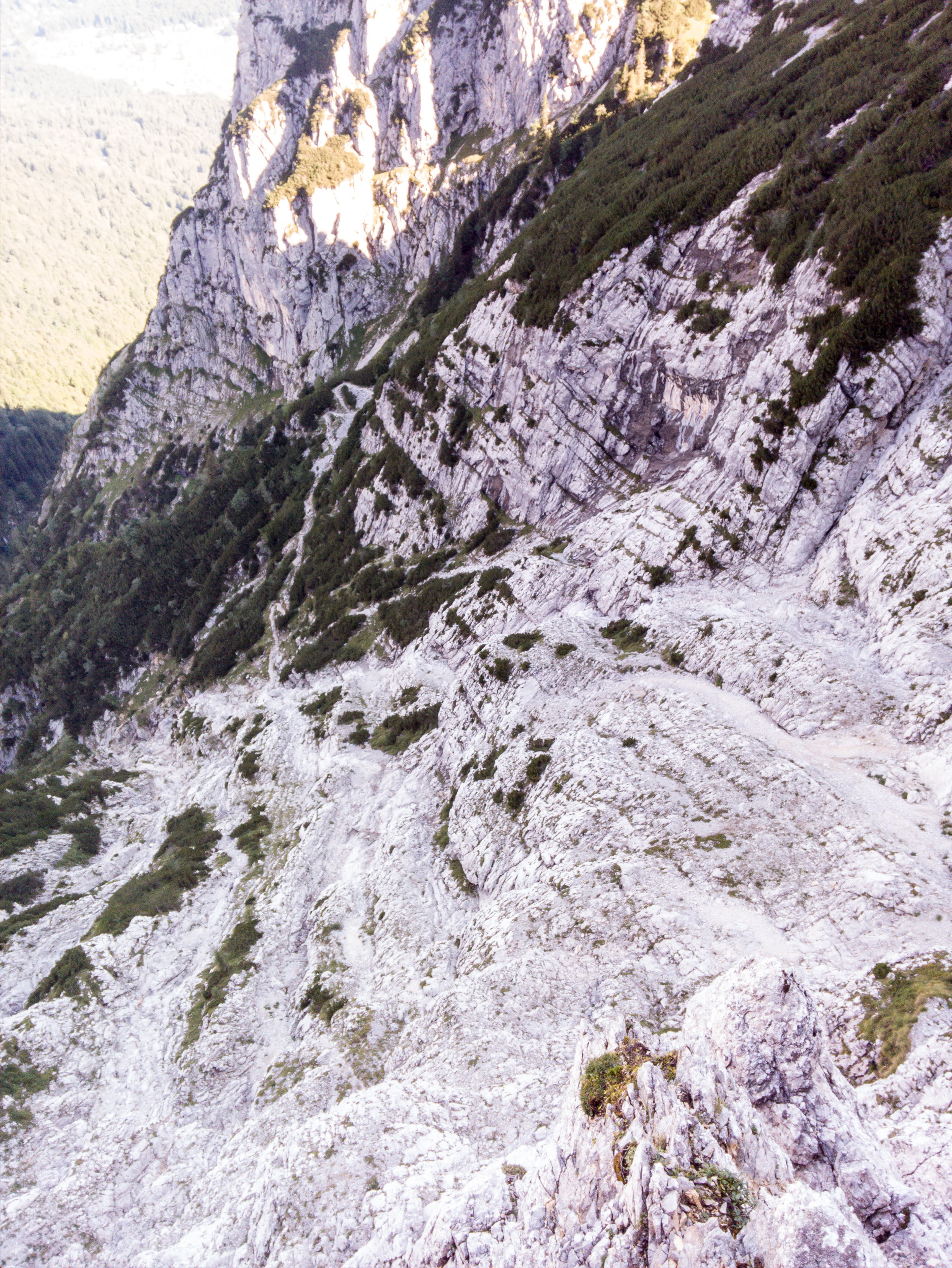
Höllentorkopf Nordseite
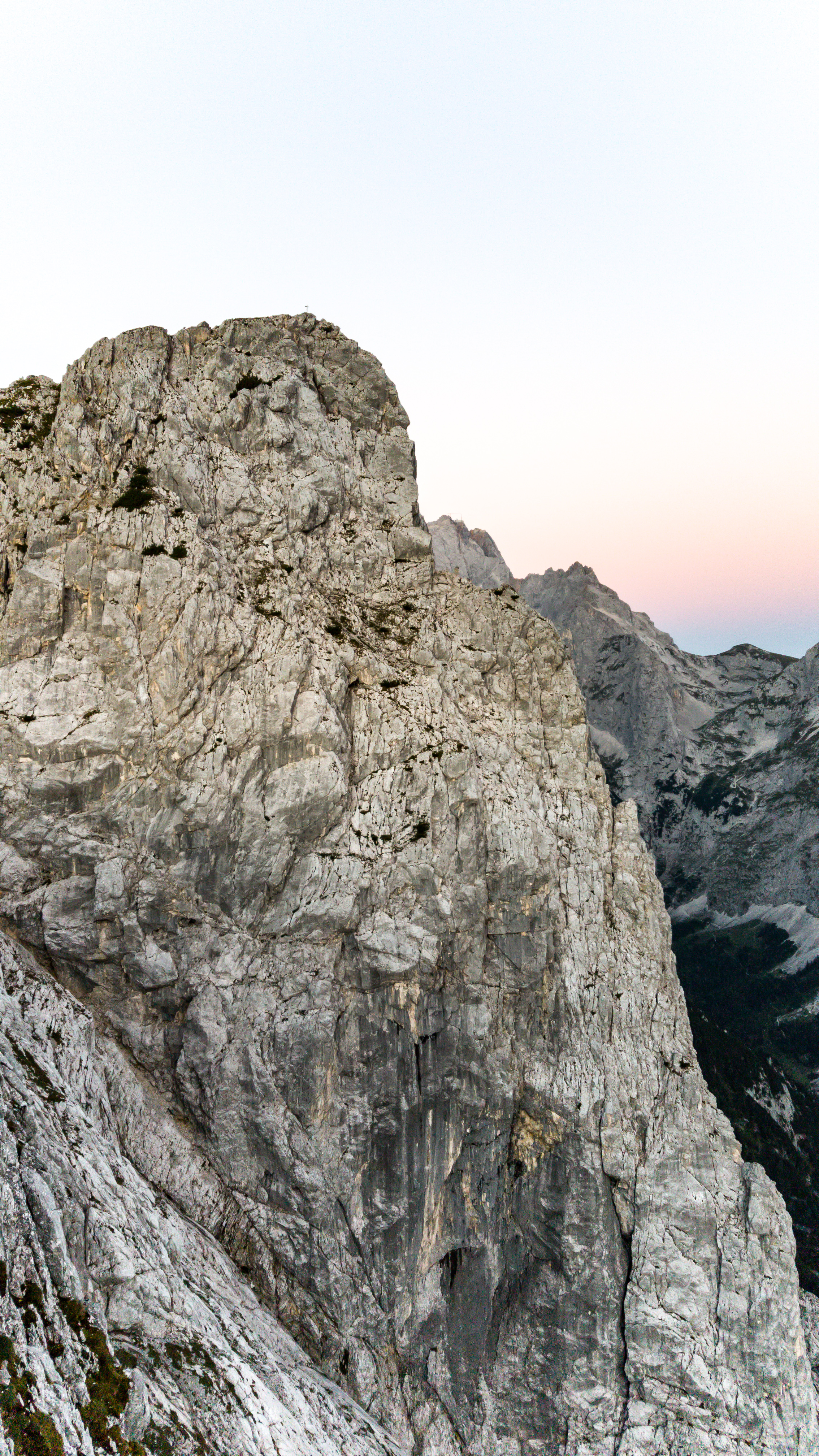
Blick vom Alpspix